# Aubrieta scyria
Aubrieta scyria är en korsblommig växtart som beskrevs av Eugen von Halácsy. Aubrieta scyria ingår i släktet aubrietior, och familjen korsblommiga växter. Inga underarter finns listade i Catalogue of Life.